# باغ و عمارت رحیم‌آباد
باغ و عمارت رحیم آباد مربوط به دوره قاجار است و در بیرجند، خیابان پاسداران، چهل متری ۱۵ واقع شده و این اثر در تاریخ ۲۲ خرداد ۱۳۷۹ با شمارهٔ ثبت ۲۷۰۷ به‌عنوان یکی از آثار ملی ایران به ثبت رسیده است.

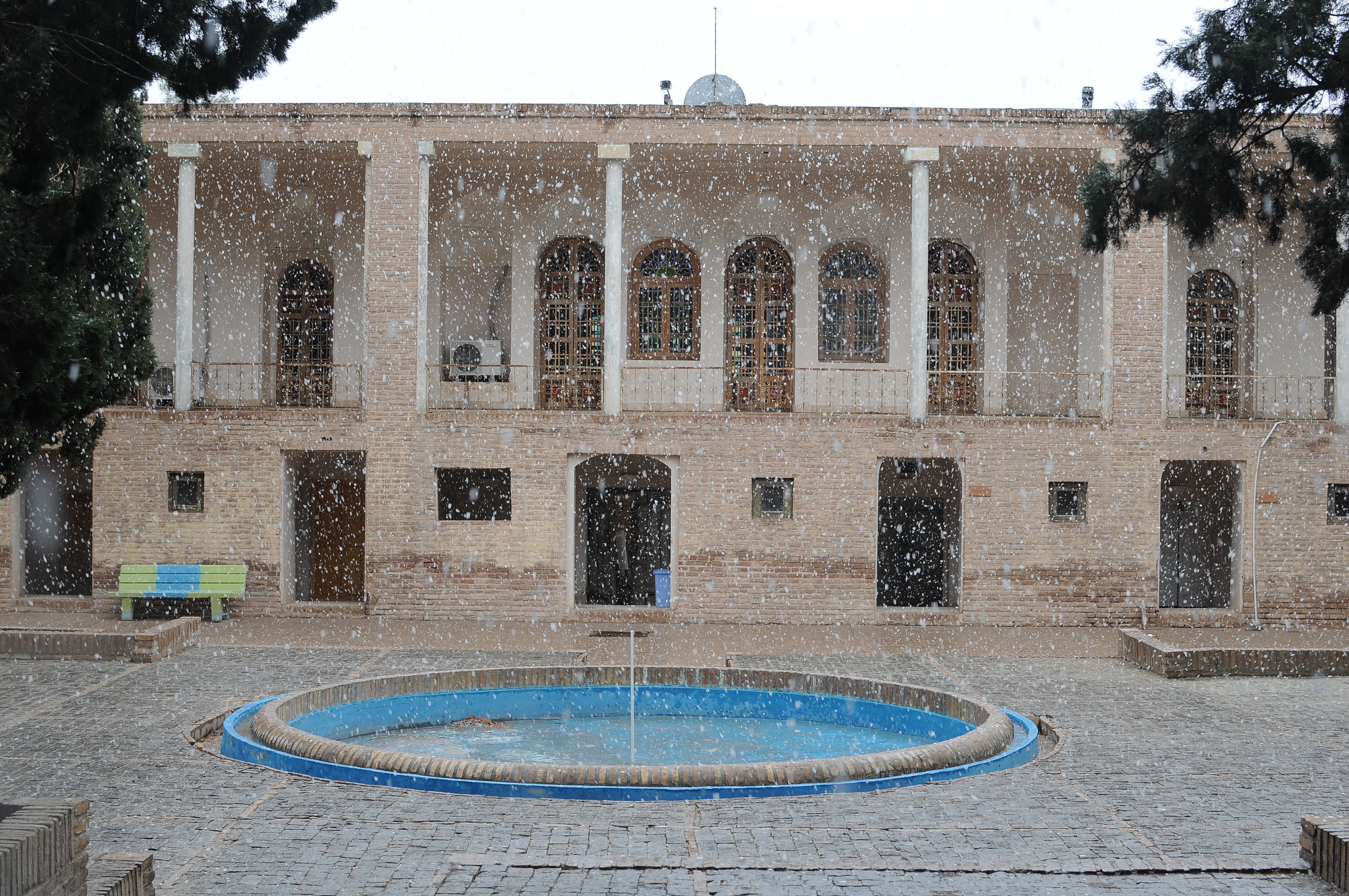
روز برفی
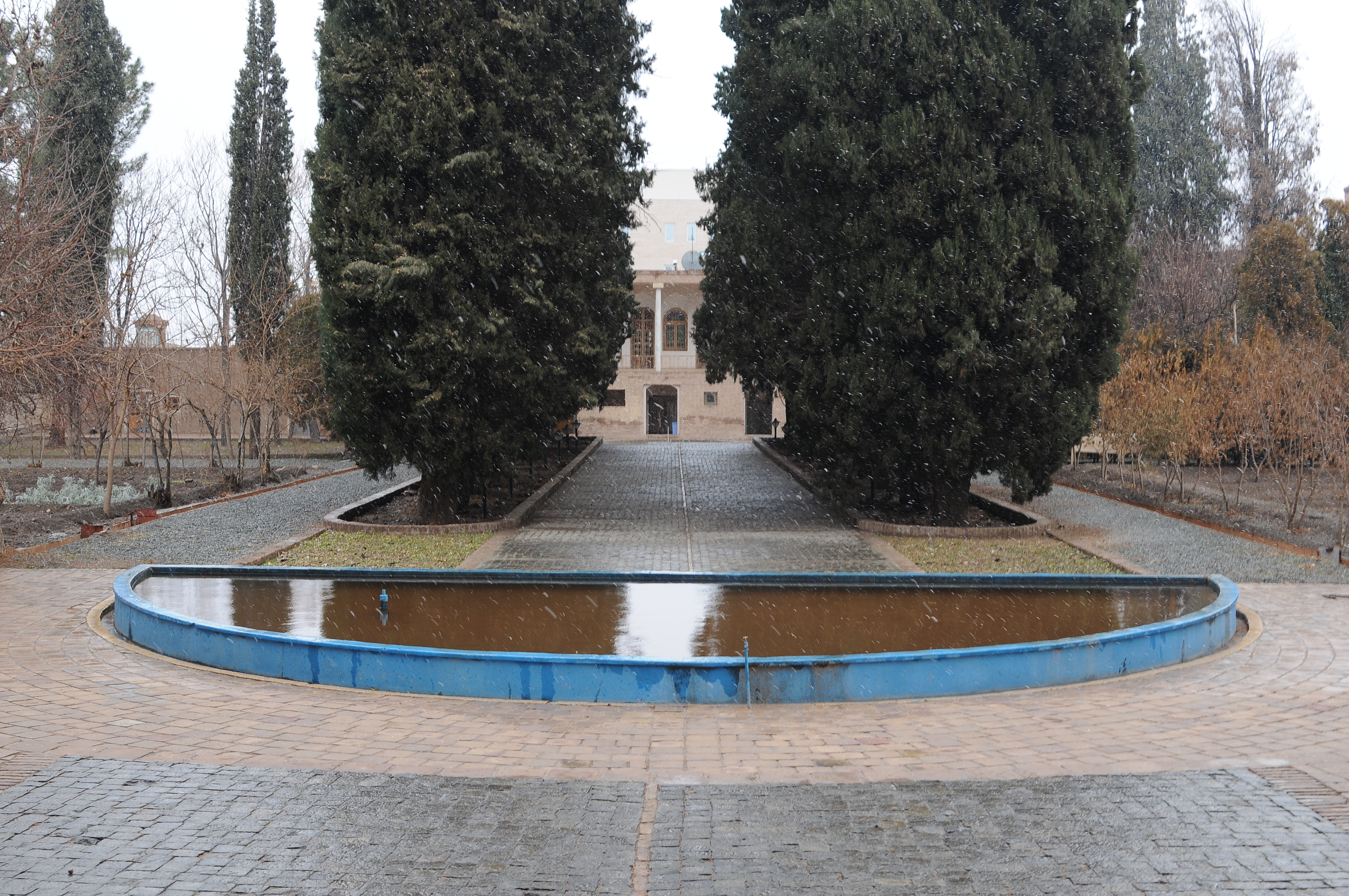
نمای وروری عمارت در روز برفی